# La Charge de l'orignal épormyable
La Charge de l'orignal épormyable est une pièce de théâtre québécoise écrite par Claude Gauvreau en 1956. Elle met en scène un patient (Mycroft Mixeudeim) qui se fait interroger par des psys. 
La pièce sera montée une première fois en 1970 au Gésu par Claude Paradis, un professeur du cégep de Rosemont issu de la troupe de théâtre Les Saltimbanques. Lui et le Groupe Zéro feront de cette création un échec, arrêtant au 2e acte en pleine représentation devant public, certains acteurs ayant décidé de quitter les lieux (la salle ne contenait que 16 spectateurs). Elle fut reprise en  1974 à la Comédie Canadienne (au Théâtre du Nouveau Monde), mise en scène de Jean-Pierre Ronfard, en 1989/1990 au Quat'Sous puis encore au TNM, la même production mise en scène de André Brassard, et en mars/avril 2009; toujours Théâtre du Nouveau Monde de Montréal sous la direction de Lorraine Pintal.
Elle a aussi été faite pour la télé de Radio-Canada en 1993. Les acteurs étaient Jacques Godin, Yves Desgagnés, Mirella Tomassini, Marc Béland, Sylvie Drapeau, Charlotte Laurier, Guy Nadon.

## Extrait
- Mycroft Mixeudeim — Ç'a été la vraie époque de ma vie. Elle a été un songe fait corps. Comprenez-vous: l'idéal extravagant le plus improbable qui se présente devant soi, qui vient vers soi, qui est là, qui est à soi. Les rêveries les plus folles, les aspirations les plus insensées, qui prennent vie, qui se vivent le plus incroyablement.
- Lontil-Déparey — C'est un paranoïaque.
- Laura Pa — Et elle est morte ?